# 江見水蔭
江見 水蔭（えみ すいいん、明治2年8月12日（1869年9月17日） - 昭和9年（1934年）11月3日）は、岡山市生まれの小説家、翻訳家、編集者、冒険家。本名：忠功（ただかつ）。
文学作品を皮切りに、通俗小説、推理小説、冒険小説、探検記など多岐に渡る分野に作品を残し、硯友社、博文館など数々の出版社で雑誌の編集発行に関わった。代表作に小説『女房殺し』、『地底探検記』、随筆『自己中心明治文壇史』、翻案戯曲『正劇  室鷲郎』など。

## 生涯と作品

### 生い立ち
江見忠功は岡山の一番町一番屋敷に生れた。父の鋭馬は水蔭が幼少の頃死去。1881年、叔父の水原久雄の勧めで軍人を志して上京したが、次第に文学に惹かれるようになり、15歳のときに軍人を諦める。明治18年、従兄の富田嘉則のもとに預けられ、東京英語学校に通いながら、杉浦重剛の称好塾に入り同人誌『毎週雑誌』を発刊する。19歳の時に『毎週雑誌』に水蔭亭居士名義で掲載した韻文「賤のふせや」の上巻が、川那辺貞太郎の推薦で『日本文芸雑誌』に掲載され、下巻は1887年に『日本之女学』に掲載され、以後同誌に小説や新体詩を寄稿し、「桜かな」「驚く鷗」の連載がある。またこの頃、巖谷小波が塾に入り知り合うようになり、1888年に小波とともに尾崎紅葉を訪ねた。叔父も忠功が作家として活動することを認める。この頃また川上眉山、石橋思案、石橋忍月、広津柳浪らを知った。

### 作家活動
その後小波の勧めで硯友社に属し、『我楽多文庫』誌第3号に狂歌一首が載せられ、新人社員水蔭亭雨外（）として紹介される。1889年に岡山帰郷中に『我楽多文庫』から改名した『文庫』に「旅画師」を発表し、本格的な文筆活動を始めた。紅葉の紹介で『小説無尽蔵』誌、『新著叢詞』誌、その他の新聞、雑誌に作品掲載、武内桂舟の紹介で『都の花』『小説叢書』に執筆。紅葉に私淑し、杉浦塾から牛込の紅葉宅の筋向かいに移る。また硯友社の雑誌『江戸紫』では紅葉の助手、続いて発刊した『千紫万紅』の事務として働いた。『千紫万紅』が『読売新聞』の文芸欄に移ると、巌谷小波、川上眉山、石橋思案とともに社友となって読売の四天王と呼ばれ、『読売』『中央新聞』などに作品を執筆、この頃の文体は雅俗折衷文で、多作家と非難されることもあった。
1892年に、都会的な作品中心の硯友社に飽き足らず、江水社を起こし、天然描写にも重きを置く『小桜緘』を発刊。これは水蔭自身の他に、当時親しかった田山花袋、玉茗堂（太田玉茗）、高瀬文淵、大沢天仙、新田静灣、磯萍水、竹貫佳水などの作品を掲載したが、5号で廃刊となった。日清戦争の始まった1894年に博文館が『征清画報』を刊行すると編集長となるが、2号で廃刊。同年『中央新聞』に誘われて入社、軍事小説「電光石火」を執筆して人気を得た。浪漫的に始まった作風もこの頃から広がりを見せ、脚本も書くようになり、特に芸術家の苦悩を描いた作品を数多く世に出した。さらに通俗的な作品も書くようになり、また川上眉山とともに高瀬文淵の影響を受けて社会小説的要素もあって、言文一致体による「女房殺し」（『文芸倶楽部』1895年）は好評を博して悲惨小説の傑作と呼ばれ、内田魯庵に「眉山の『大盃』と共に硯友社諸才子金業の双璧」と賞された。そのほか「新潮来曲」「旅役者」「泥水清水」といった作品を発表し最盛期を迎え、多くの単行本が出版された。
1896年に住まいを片瀬に移り怒濤庵と称する。また『読売新聞』に移って作品を発表するが、一方では生活が乱れ、1897年に退社、1898年に『神戸新聞社』に記者として転職、さらに1890年に博文館、1907年には『二六新聞』と職を転々とした。しかしそうした中でも、1903年には欧州公演から帰朝した川上音二郎に口説き落とされシェークスピアの『オセロ』を翻案、『正劇  室鷲郎』。脚本作家を重視する川上がこのとき江見に支払ったのは一千円という当時としては目が飛び出るほどの大金で、大きな話題となった。

### 探険と晩年
その後は、考古学的な探検に興味を移し、朝日新聞の水谷幻花と交際するようになる。幻花の採集品を見たのをきっかけに、各地の貝塚や遺跡を発掘して出土品を蒐集する趣味が始まる。
その調査・研究の成果が『地底探検記』（明治40年8月 博文館）、『探検実記 地中の秘密』（明治42年5月 博文館）、日本の先住民をコロボックルとする坪井正五郎の説に基づいた空想冒険小説『考古小説 三千年前』（大正6年2月 實業之日本社）などの発刊に繋がっている。また、趣味を同じくする者との共同研究による太古遺跡研究会を組織し、太古遺物陳列所を自宅の庭に造っている。
また日原鍾乳洞探検や、戸隠山・富士山などの雪中登山も行うかたわら、太平洋、少年世界、探検世界各誌の主筆も務め、自身の行った探検の成果を発表していった。その一方で自伝的随筆『自己中心明治文壇史』は明治期の文人の生活の様子を克明に記し、文学史の資料としても貴重である。
晩年は講演などのために各地を回り、その旅の記録は『水蔭行脚全集』に詳しい。1934年11月3日、旅行先の松山市の旅館で急性肺炎のため客死した。
日本の相撲を「国技」と呼ぶのは、水蔭が旧両国国技館の開会式の案内文に「角力は日本の國技なり」と記載したことにヒントを得て、国技館と命名されたことがきっかけとされている。